# Hippobosca fulva
Hippobosca fulva är en tvåvingeart som beskrevs av Austen 1912. Hippobosca fulva ingår i släktet Hippobosca och familjen lusflugor.
Artens utbredningsområde är Zambia. Inga underarter finns listade i Catalogue of Life.